# Färna, Skinnskattebergs kommun

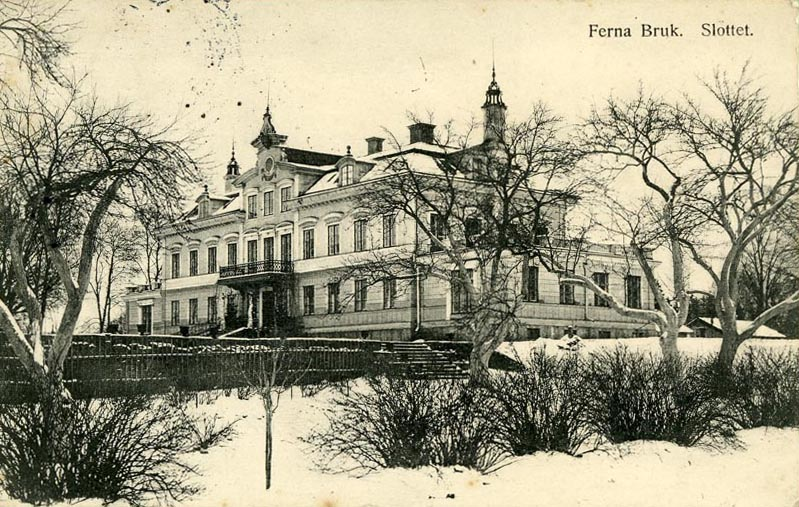
Herrgården vid Färna bruk

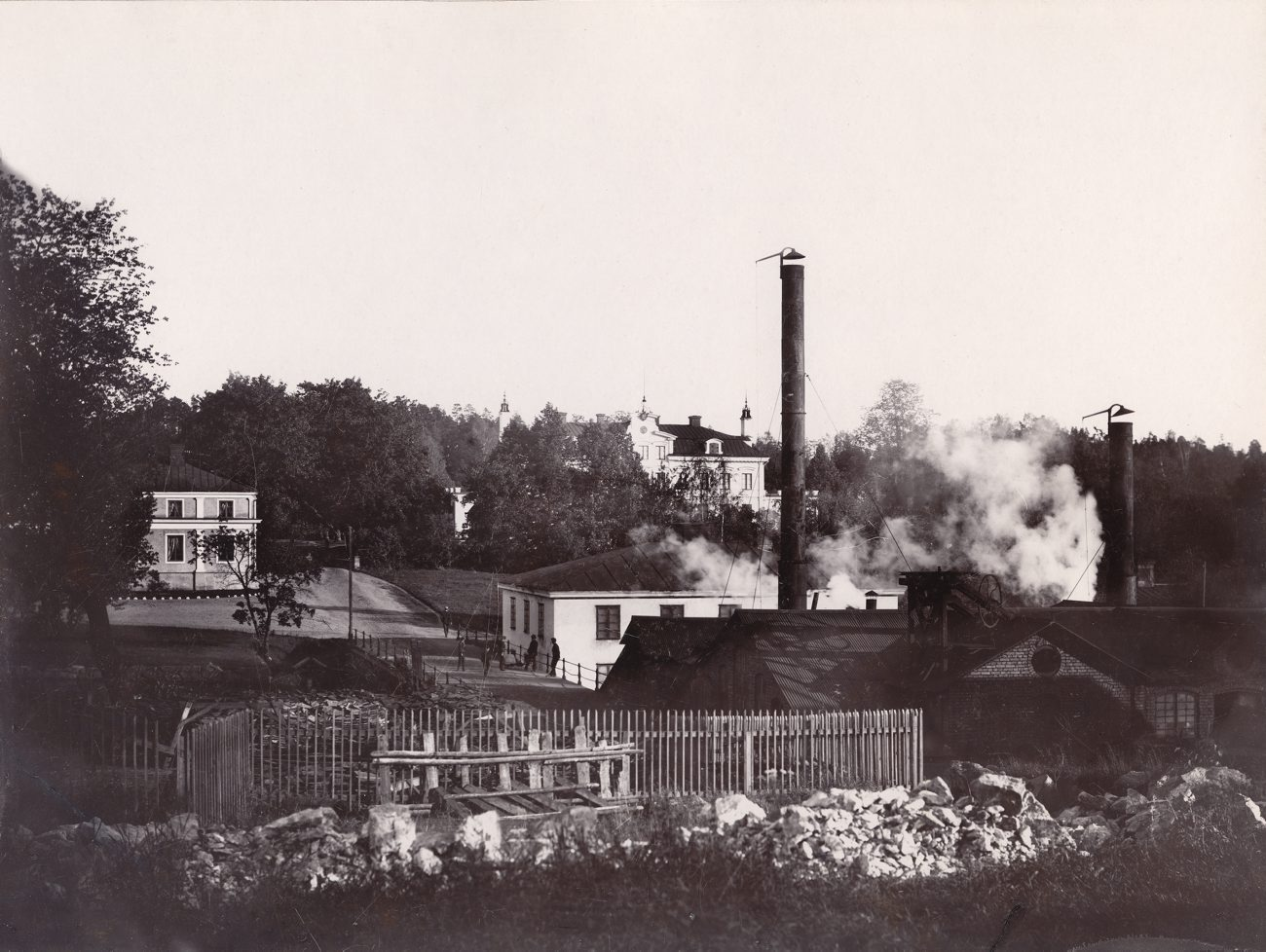
Färna bruk, exteriör med herrgården i fonden, omkring 1900

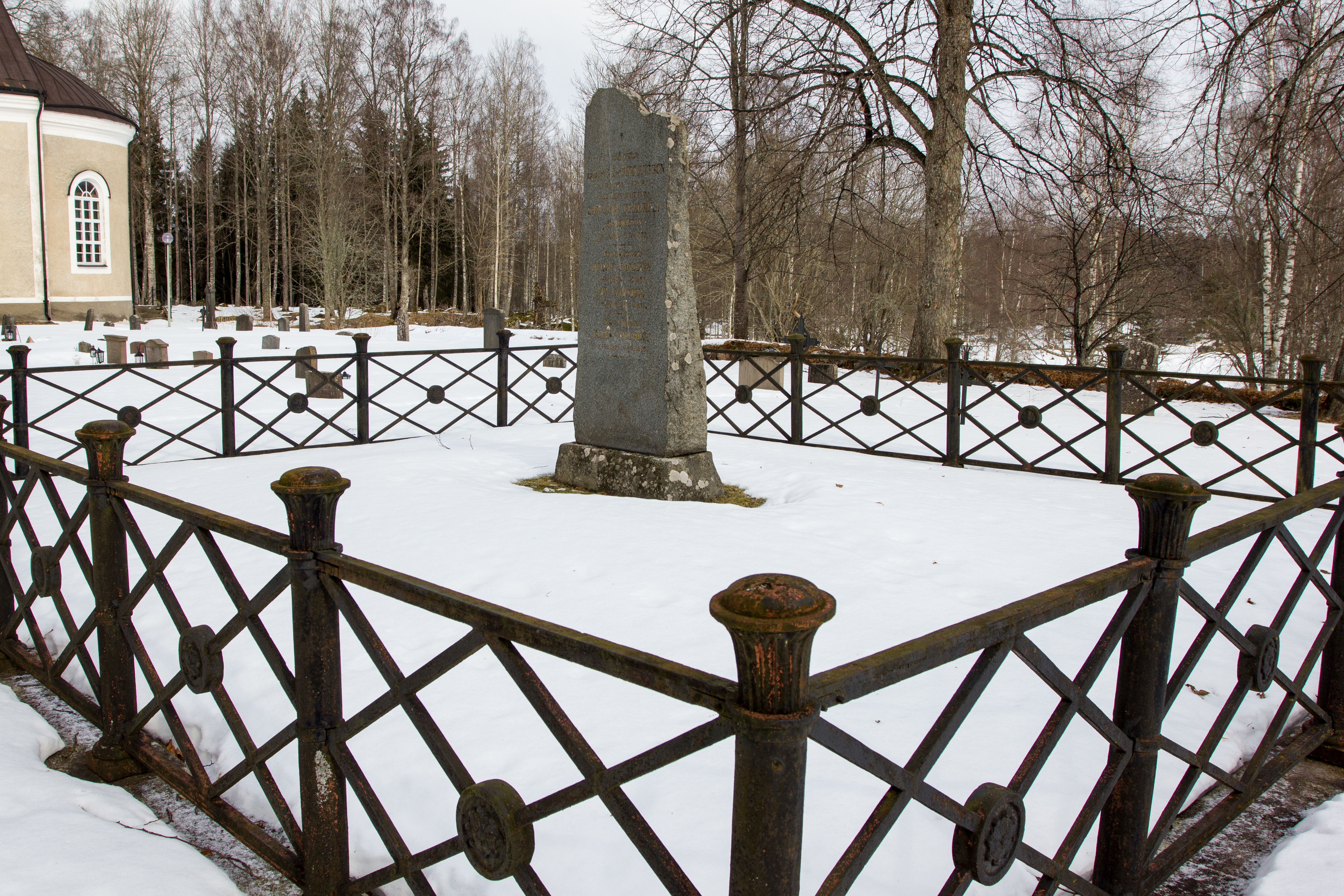
Carl Johan von Hermanssons grav vid Gunnilbo kyrka.

Färna, även stavat Ferna, är en gammal bruksort i Gunnilbo socken Skinnskattebergs kommun, Västmanlands län. Bruket är idag nedlagt, de sista hammarslagen hördes på 1920-talet. SCB har för bebyggelsen i Färna och omkring orten avgränsat en småort som namnsatts till Färna och Bäck. Färna bruksmiljö är en del av Ekomuseum Bergslagen.

## Historia

### Färna kronobruk grundas
Färna har varit befolkat åtminstone sedan 1500-talet. Det äldsta belägget för ortnamnet är från 1467 (Fegernæ). 
Som järnbruk kan Färna med säkerhet följas tillbaka till 1607, då där fanns en fallhammare med två härdar. Denna ganska anspråkslösa anläggning var ursprungligen ett kronobruk, men förlänades 1617 av Gustav II Adolf till en Halfvar Olsson. Brukets egentliga grundläggare var dock den kraftfulla företagarkvinnan Edla Widiksdotter, änka efter en kamrer Abrahamsson. Under hennes ledning utvidgade bruksrörelsen 1632-40, så att bruket 1641 privilegierades till 1200 skeppund stångjärnssmide. Ett årtionde senare var bruket i Abraham Mommas ägo. Under hans och hans broder Jakobs tid utvidgades bruksdriften: en tredje stångjärnshammare tillkom, en ankarsmedja anlades 1678 och en hammare för tillverkning av smidd takplåt 1685. Abraham Momma blev emellertid tvungen att pantförskriva Färna till Claes Wilkens, vars ättlingar och släkt drev bruket åren 1692-1789. År 1737 omnämns Färna som stålbruk med brännugn och plåthammare samt tre stångjärnshammare. År 1742 blev den unge och duktige Jacob Ramsell, som växt upp under knappa förhållanden, bokhållare och förvaltare vid Färna Bruk. Dåvarande ägare var Henrik Wilkens och hans ett år äldre syster Eva Margareta Wilkens, båda var ogifta. Ramsell, som på egen hand studerat bergsbruk, kom att genomdriva en rad moderniseringar av driften. Han inledde även en romans med Eva Margerata Wilkens, något som Henrik Wilkens inte ansåg lämpligt. Till sist fick denne dock ge med sig, och Ramsell och Wilkens gifte sig. Efter Henrik Wilkens död 1767 blev Ramsell ensam ägare till Färna. Jacob Ramsell utvidgade Färna bruk betydligt genom köp av andra egendomar, bl. a. Bockhammar och Trummelsberg. 1789 stiftade han även Färna och Bockhammars fideikommiss, det störst i Sverige till ytan.

### Färna och Bockhammars Fideikommiss, landets största
I början av 1800-talet övergick ägandet genom arv till greve Carl Johan von Hermansson, som var medlem av ståndsriksdagen. Efter von Hermanssons död övergick ägandet till dennes son Carl Fredrik von Hermansson.
I början av 1880-talet utgjordes Färna bruk med underlydande av omkring 45 000 hektar. Till fideikommisset hörde då, förutom Färna, Bockhammar, Trummelsberg, Finnbo och Björnhyttan med masugn. Under Carl Fredrik von Hermanson tid inköptes även Virsbo bruk. Till ”Fernaverken” hörde även gruvor och andelar i gruvor, såsom Risbergs- och Kolningsbergsfälten i Norberg, delar av Nybergs-, Gräsbergs- och Grängesbergsgruvorna i Dalarna samt de berömda manganhaltiga gruvorna vid Schisshyttan. Masugnar fanns i Trummelsberg, Finnbo och Björnhyttan, tillsammans producerade dessa 6 2/5 mill. kg tackjärn per år. Tackjärnet bearbetas sedan vidare vid Bockhammars, Kedjebo och Virsbos lancashiresmedjor till smältstycken. Dessa skickades sedan till Färna bruks valsverk för utvalsning till stångjärn.

### Fideikommisset och järnbruket avvecklas
På 1890-talet började det stora brukskomplexet sakta men säkert att styckas upp genom att Björnhytte bruk och Virsbo bruk frånsåldes. Vid 1900-talets början hade den sammanlagda arealen sjunkit till 22,677 hektar. Efter C F von Hermanssons död 1906 ärvdes Färna dennes äldsta dotter Eva, gift med bergsingenjören greve Samuel af Ugglas. Det hade vid det här laget blivit allt svårare att tidsenligt sköta bruket (som saknade goda kommunikationer). Därför avvecklades fideikommisset 1907, och de olika egendomarna såldes. 
Järntillverkningen var vid den tidpunkten redan i huvudsak koncentrerad vid Färna där en lancashiresmedja med 8 härdar fanns, liksom medium- och finvalsverk. Den årliga tillverkningen var 1906 omkring 5,000 ton vals- och finjärn, av hög kvalitet och mycket eftersökt. Tackjärnet fick man från Trummelsbergs och Finnbo masugnar, vilka tillsammans hade en medeltillverkning av omkr. 6,500 ton per år. Både Trummelsberg och Finnbo lades ned 1907.
År 1930 lades verksamheten ned vid Färna, och av de gamla produktionsanläggningarna finns idag inte mer än grundmurarna kvar. År 1934 köptes anläggningarna av dåvarande Domänverket. I 55 år bedrev verket internutbildning på området. Herrgården användes som kurs- och konferenslokal. En kuskskola förlades till området. Den blev senare traktorskola.

### Befolkningsutveckling
| Befolkningsutvecklingen i Färna/Färna och Bäck 1950–2015 | Befolkningsutvecklingen i Färna/Färna och Bäck 1950–2015 | Befolkningsutvecklingen i Färna/Färna och Bäck 1950–2015 | Befolkningsutvecklingen i Färna/Färna och Bäck 1950–2015 | Befolkningsutvecklingen i Färna/Färna och Bäck 1950–2015 |
| -------------------------------------------------------- | -------------------------------------------------------- | -------------------------------------------------------- | -------------------------------------------------------- | -------------------------------------------------------- |
|                                                          |                                                          |                                                          |                                                          |                                                          |
| År                                                       |                                                          |                                                          | Folkmängd                                                | Areal (ha)                                               |
| 1950                                                     | 1950                                                     |                                                          | 249                                                      |                                                          |
| 1960                                                     | 1960                                                     |                                                          | 262                                                      |                                                          |
| 1965                                                     | 1965                                                     |                                                          | 256                                                      |                                                          |
| 1970                                                     | 1970                                                     |                                                          | 243                                                      |                                                          |
| 1975                                                     | 1975                                                     |                                                          | 201                                                      |                                                          |
| 1990                                                     | 1990                                                     |                                                          | 149                                                      | 15#                                                      |
| 1995                                                     | 1995                                                     |                                                          | 179                                                      | 30#                                                      |
| 2000                                                     | 2000                                                     |                                                          | 169                                                      | 30#                                                      |
| 2005                                                     | 2005                                                     |                                                          | 163                                                      | 30#                                                      |
| 2010                                                     | 2010                                                     |                                                          | 145                                                      | 29#                                                      |
| 2015                                                     | 2015                                                     |                                                          | 145                                                      | 31#                                                      |
| Anm.: Upphörde som tätort 1980. # Som småort.            |                                                          |                                                          |                                                          |                                                          |

## Sevärdheter

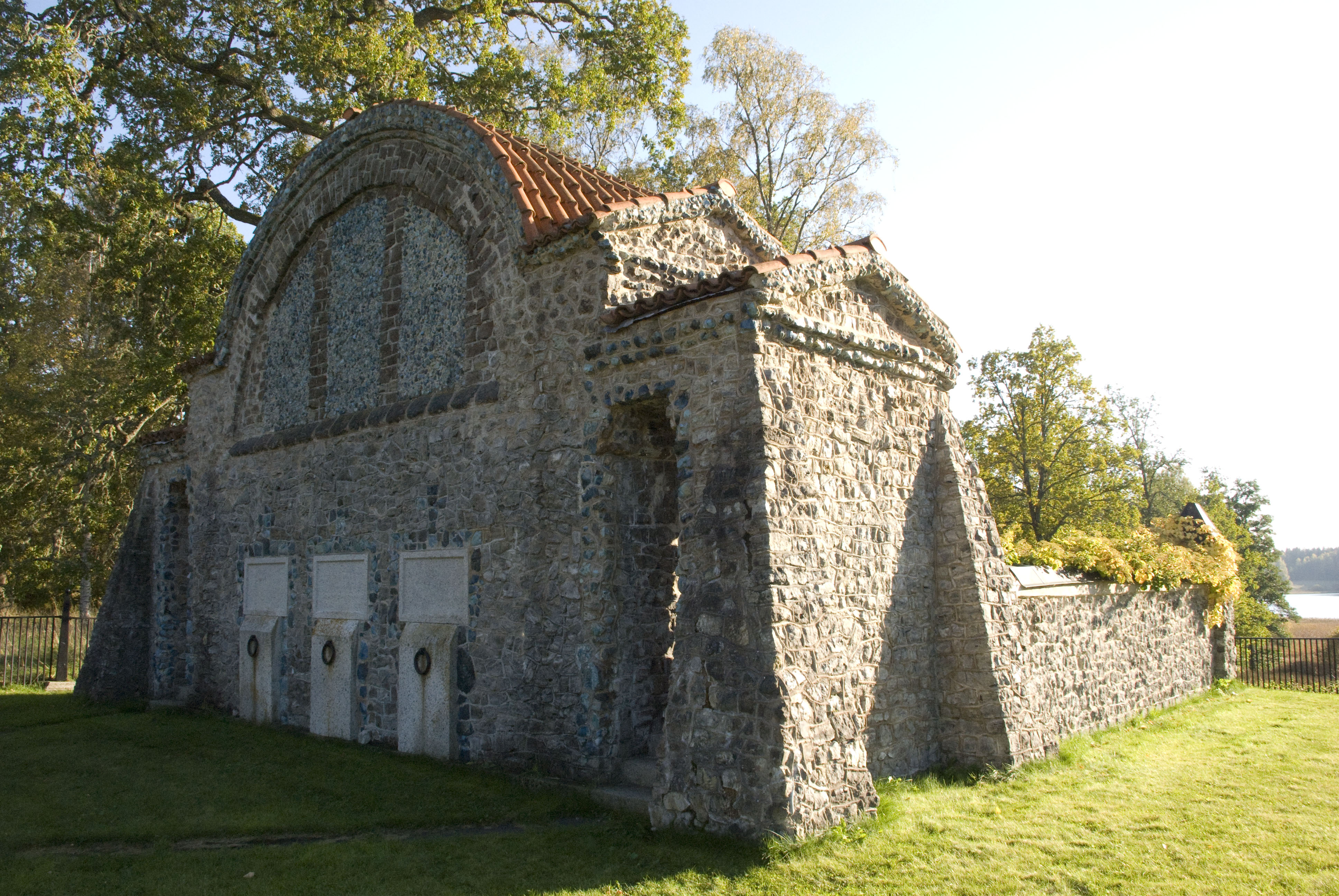
Hermanssons mausoleum

Färna herrgård, som ursprungligen uppfördes 1776, är en gulvit reveterad timmerbyggnad. Flyglarna, som är byggda och utformade i samma stil tillkom troligen omkring år 1800.  C J von Hermansson gav 1857 herrgårdens nuvarande utseende. Till herrgårdsanläggningen hör vidare tre bostadshus samt en inspektorbostad. Alla dessa är gulvita reveterade timmerhus. Herrgården ägs i dag av familjen Engström, som 2004 även köpte Karmansbo herrgård. Numera är herrgården en modern hotell- och konferensanläggning. Vid herrgården startar motionsspåret Grevens väg. 
År 1904 började C F von Hermansson uppföra det unika mausoleet i slaggsten. Det var arkitekten professor Lars Israel Wahlman som ritade det. Mausoleet i Färna förklarades byggnadsminne i Västmanlands län 2015.
Bland andra byggnader i anslutningen till det gamla bruket kan brukskontoret och ett par arbetarbostäder nämnas samt ett missionshus från 1890-talet. Den gamla bruksmiljön är överlag välbevarad trots avsaknaden av industrianläggningarna.

## Fotnoter
1. 1 2  Statistiska småorter 2023, befolkning, landareal, befolkningstäthet per småort, SCB, 28 november 2024, läs online.[källa från Wikidata]
2. ↑  Befolkning i tätorter 1960-2010, SCB, läs online, läst: 8 november 2013.[källa från Wikidata]
3. ↑  Småorternas landareal, folkmängd och invånare per km² 2005 och 2010, korrigerad 2012-10-15, SCB, 15 oktober 2012, läs online, läst: 9 juli 2016.[källa från Wikidata]
4. 1 2  Kodnyckel för SCB:s statistiska tätorter och småorter - Koppling mellan gammalt och nytt kodsystem, SCB, 11 november 2021, läs online.[källa från Wikidata]
5. ↑  ”Småorter 1990”. Arkiverad från originalet den 24 september 2015. https://web.archive.org/web/20150924141321/http://www.scb.se/statistik/MI/MI0810/2000I02/MI38SM9401.pdf. Läst 8 februari 2012.
”Småorter 1995”. Arkiverad från originalet den 3 mars 2016. https://web.archive.org/web/20160303172846/http://www.scb.se/statistik/MI/MI0810/2000I02/MI38SM9602.pdf. Läst 8 februari 2012.
”Småorter 2000”. Arkiverad från originalet den 24 september 2015. https://web.archive.org/web/20150924141336/http://www.scb.se/statistik/MI/MI0810/2003M00/MI38SM0201.pdf. Läst 8 februari 2012.
”Småorter 2005”. Arkiverad från originalet den 17 april 2012. https://web.archive.org/web/20120417115250/http://www.scb.se/statistik/MI/MI0811/2005A01S/MI0811_2005A01S_SM_MI38SM0602.pdf. Läst 8 februari 2012.
6. ↑  
”Statistiska centralbyrån - Folkmängd i tätorter 1960-2005”. Arkiverad från originalet den 23 juni 2011. https://www.webcitation.org/5zewoamwt?url=http://www.scb.se/statistik/MI/MI0810/2005A01x/MI0810_2005A01x_SM_MI38SM0703.pdf. Läst 8 februari 2012.
7. ↑  ”Folkräkningen den 31 december 1950, totala räkningen folkmängd efter ålder och kön i kommuner, församlingar och tätorter, statistiska centralbyrån 1954”. Arkiverad från originalet den 23 juni 2011. https://www.webcitation.org/5zewoamwt?url=http://www.scb.se/statistik/MI/MI0810/2005A01x/MI0810_2005A01x_SM_MI38SM0703.pdf. Läst 1 februari 2014.
8. ↑  Länsstyrelsen i Västmanland: Mausoleet i Färna blir byggnadsminne 2015. Arkiverad 7 februari 2016 hämtat från the Wayback Machine.